# Facultad de Bellas Artes (Universidad de Murcia)

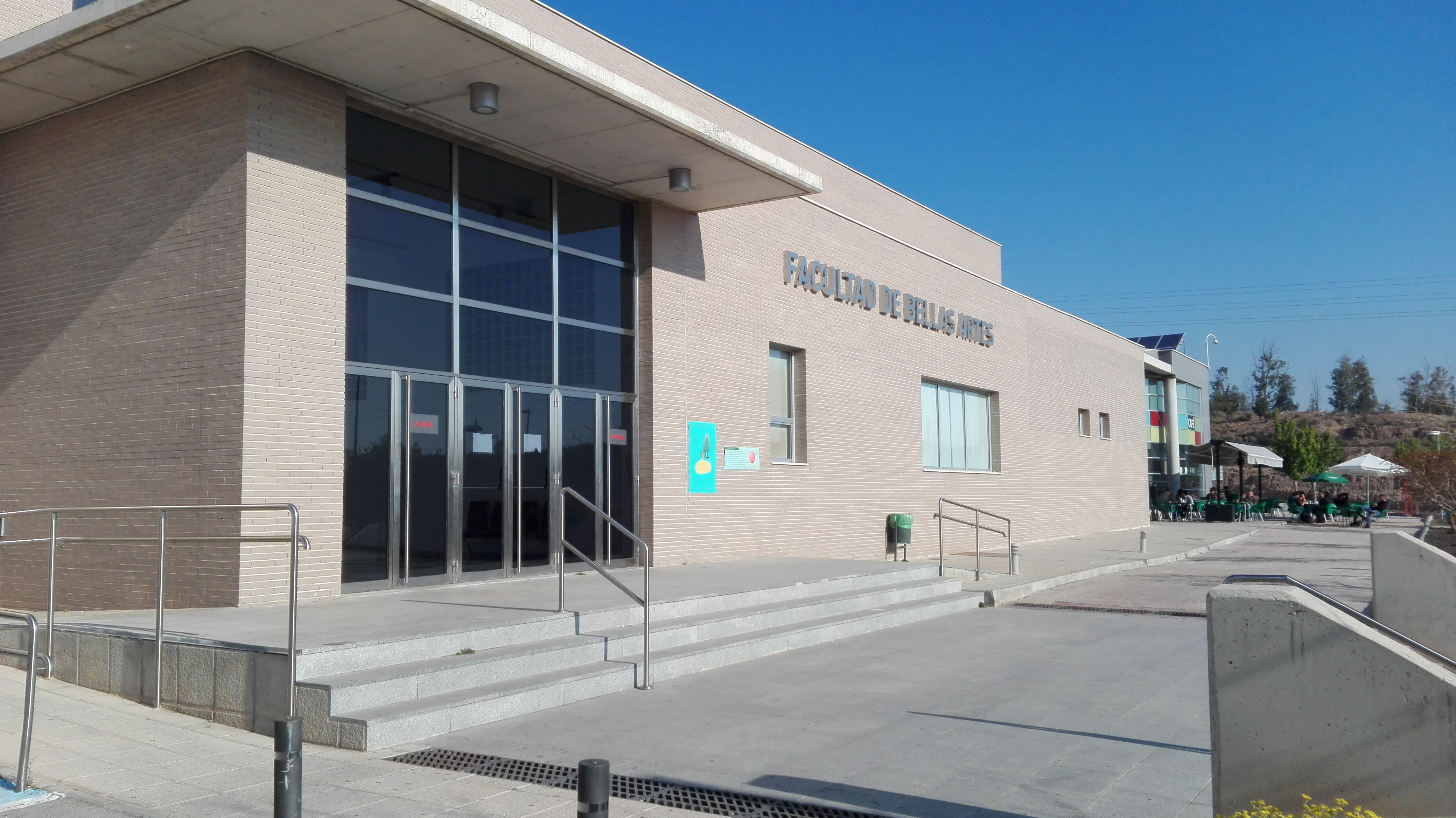
Entrada principal de la facultad de Bellas Artes

La Facultad de Bellas Artes de la Universidad de Murcia,  situada en la zona norte del Campus de Espinardo, en Murcia (España), nació en 2005 con la inauguración del primer edificio o Fase I que consta de aulas y talleres, además del Pabellón de Carpintería y una tienda de productos artísticos. Unos años más tarde, en 2009, se inauguró la Fase II del edificio que está formada por los Despachos, Departamentos, Salón de Grados, Sala de Estudios y Sala de Exposiciones. La facultad en su totalidad consta también de varias salas comunes, una cafetería propia y un hall o vestíbulo principal.

## Estudios[1]
La Facultad cuenta con la Titulación de Grado en Bellas Artes, con cuatro cursos académicos y 240 créditos ECTS. La Licenciatura en Bellas Artes, que venía impartiéndose hasta la reciente implantación del Grado. También ofrece un Posgrado en Bellas Artes que consta de un Máster en "Producción y Gestión Artística" de un año y 60 créditos, junto a un Doctorado en Bellas Artes. Cuenta del mismo modo con un Programa de Doctorado Unitario en Artes y Humanidades
Así mismo, incluye Prácticas en Empresas del alumnado a nivel local, nacional e internacional con el fin de favorecer la inserción laboral adecuada en el mercado profesional.
También participan en un amplio Programa de Intercambio, a nivel nacional a través del Programa Seneca con las diferentes Facultades de Bellas Artes de España, y a nivel internacional con Programas ERASMUS entre países de la Unión Europea. 

## Grado en Bellas Artes

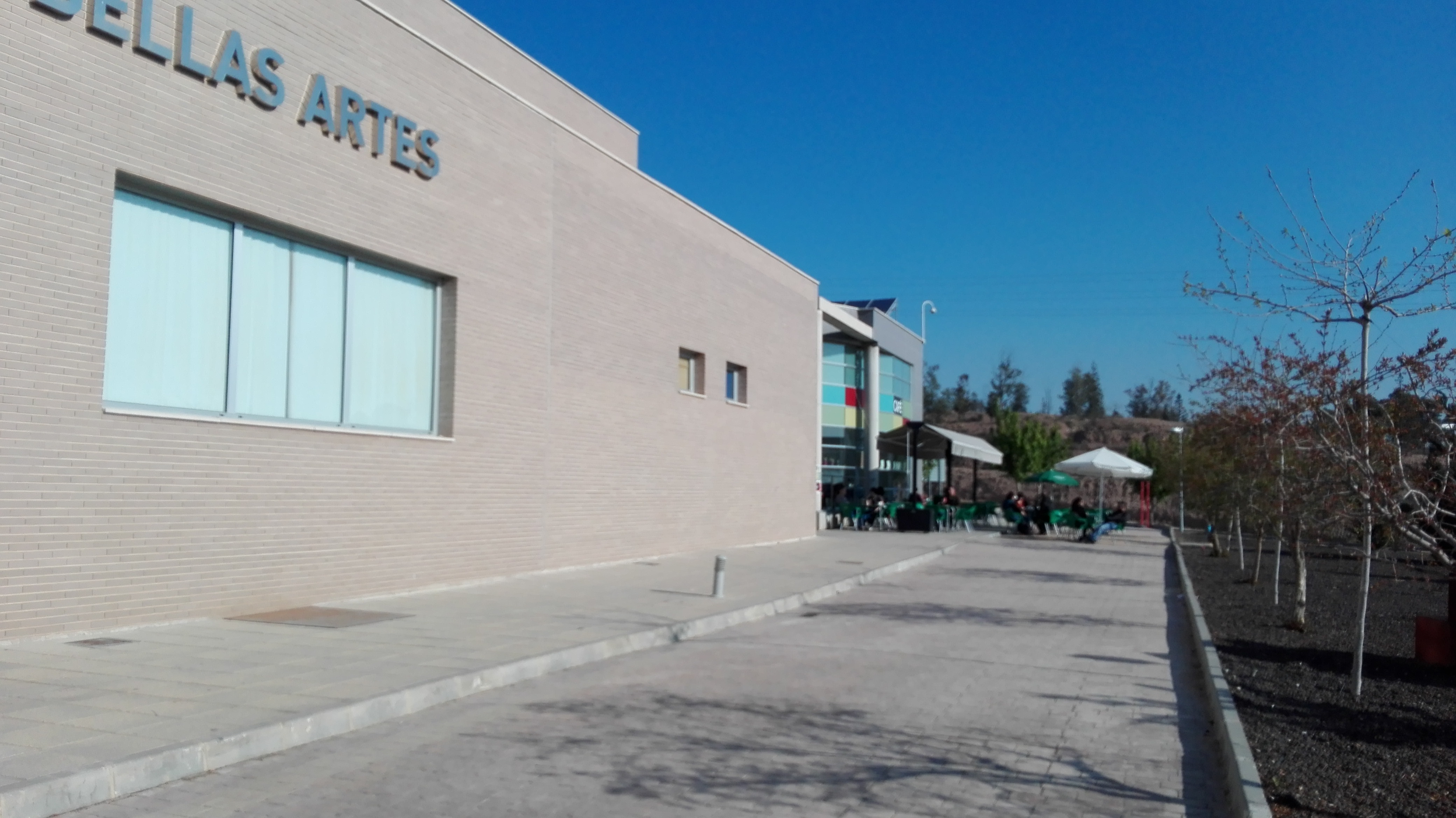
Al fondo, terraza de la cantina de BBAA

## Grado en Bellas Artes[3]

### Asignaturas de Primero
| Créditos | Asignatura                                     | Tipo             | Duración   |
| -------- | ---------------------------------------------- | ---------------- | ---------- |
| 12       | DIBUJO Y FORMA                                 | Formación básica | ANUAL      |
| 12       | ESCULTURA                                      | Formación Básica | ANUAL      |
| 12       | COLOR                                          | Formación Básica | ANUAL      |
| 6        | PINTURA Y TÉCNICAS AUDIOVISUALES I             | Obligatoria      | ANUAL      |
| 6        | ARTE DEL S. XX Y ÚLTIMAS TENDENCIAS ARTÍSTICAS | Formación Básica | Cuatri (1) |
| 6        | DIBUJO CON LUZ: FOTOGRAFÍA                     | Obligatoria      | ANUAL      |
| 6        | PAISAJES CULTURALES                            | Formación Básica | Cuatri (2) |

### Asignaturas de Segundo
| Créditos | Asignatura                                      | Tipo             | Duración   |
| -------- | ----------------------------------------------- | ---------------- | ---------- |
| 6        | MORFOLOGÍA ARTÍSTICA APLICADA                   | Obligatoria      | ANUAL      |
| 6        | PROCEDIMIENTOS GRÁFICOS DE ESTAMPACIÓN          | Obligatoria      | ANUAL      |
| 6        | TEORÍA DEL ARTE                                 | Formación Básica | Cuatri (1) |
| 6        | PINTURA Y TÉCNICAS AUDIOVISUALES II             | Obligatoria      | Cuatri (1) |
| 6        | PROCEDIMIENTOS ESCULTÓRICOS I                   | Obligatoria      | Cuatri (1) |
| 6        | PROCEDIMIENTOS Y TÉCNICAS PICTÓRICAS            | Obligatoria      | Cuatri (1) |
| 6        | ARTE Y SOCIEDAD CONTEMPORÁNEA                   | Formación Básica | Cuatri (2) |
| 6        | PROCEDIMIENTOS AUDIOVISUALES DE LA ESCULTURA    | Obligatoria      | Cuatri (2) |
| 6        | REPRESENTACIONES ESCULTÓRICAS DEL CUERPO HUMANO | Obligatoria      | Cuatri (2) |
| 6        | FUNDAMENTOS DE LA PINTURA                       | Obligatoria      | Cuatri (2) |

### Asignaturas de Tercero
| Créditos | Asignatura                                     | Tipo        | Duración   |
| -------- | ---------------------------------------------- | ----------- | ---------- |
| 6        | MÉTODOS Y SISTEMAS DE REPRESENTACIÓN ESPACIAL  | Obligatoria | ANUAL      |
| 6        | ESPACIOS Y DISCURSOS EXPOSITIVOS               | Obligatoria | ANUAL      |
| 6        | PINTURA I                                      | Obligatoria | ANUAL      |
| 9        | PROYECTOS PICTÓRICOS                           | Obligatoria | ANUAL      |
| 9        | MOVIMIENTO                                     | Obligatoria | ANUAL      |
| 6        | ILUSTRACIÓN                                    | Optativa    | ANUAL      |
| 6        | PROCEDIMIENTOS ESCULTÓRICOS II                 | Obligatoria | Cuatri (1) |
| 6        | CONSERVACIÓN Y RESTAURACIÓN                    | Optativa    | Cuatri (1) |
| 6        | PINTURA II                                     | Obligatoria | Cuatri (2) |
| 6        | DESARROLLO TRIDIMENSIONAL DEL OBJETO FUNCIONAL | Optativa    | Cuatri (2) |
| 6        | PINTURA MURAL                                  | Optativa    | Cuatri (2) |

### Asignaturas de Cuarto
| Créditos | Asignatura                                                 | Tipo                 | Duración   |
| -------- | ---------------------------------------------------------- | -------------------- | ---------- |
| 6        | CONCEPTO, PENSAMIENTO Y DISCURSO DEL ARTE                  | Obligatoria          | ANUAL      |
| 9        | PROYECTOS AUDIOVISUALES Y MULTIMEDIA                       | Obligatoria          | ANUAL      |
| 9        | PROYECTOS ESCULTÓRICOS                                     | Obligatoria          | ANUAL      |
| 6        | ESPACIOS DE LA REPRESENTACIÓN PICTÓRICA Y RETRATO          | Optativa             | ANUAL      |
| 18       | TRABAJO FIN DE GRADO                                       | Trabajo Fin de Grado | ANUAL      |
| 6        | INTERVENCIONES ESCULTÓRICAS EN EL ESPACIO URBANO Y NATURAL | Optativa             | Cuatri (1) |
| 6        | PINTURA Y PAISAJE                                          | Optativa             | Cuatri (1) |
| 6        | DISEÑO                                                     | Optativa             | Cuatri (1) |
| 6        | INTRODUCCIÓN A LA CONSERVACIÓN Y RESTAURACIÓN ESCULTÓRICA  | Optativa             | Cuatri (2) |
| 6        | TALLER DE CRÍTICA Y ESCRITURA ARTÍSTICA                    | Optativa             | Cuatri (2) |